# Elymus zhui
Elymus zhui är en gräsart som beskrevs av Shou Liang Chen. Elymus zhui ingår i släktet elmar, och familjen gräs. Inga underarter finns listade i Catalogue of Life.